# Joseph Bard
Pour les articles homonymes, voir Bard.
Joseph Bard, né le 4 juillet 1803 à Beaune et mort le 22 octobre 1861 dans la même ville, est un archéologue et écrivain français, inspecteur des monuments historiques à partir de 1834.

## Biographie
Joseph Bard naît à Beaune le 4 juillet 1803, ; il est fils de Jean-Baptiste Joseph Bard, médecin en chef de l’Hôtel-Dieu, et d’Agnès Gilotte, originaire de Nuits-Saint-Georges. Il suit ses études dans sa ville natale, puis à Autun et à Amiens.
Au cours des années 1840, il se marie avec Louise Vaudrey. Il meurt le 22 ou le  21 octobre 1861. Il est enterré au cimetière de Beaune.

## Parcours professionnel
En 1834, il est nommé inspecteur des monuments historiques pour les trois départements de l'Ain, de l'Isère et du Rhône par Prosper Mérimée.

## Prises de position
Joseph Bard est considéré comme un conservateur, hostile notamment au progrès industriel et en particulier au chemin de fer. Charles Aubertin dit de lui : « M. Joseph Bard est le type de l’esprit de conservation et il a pour les innovations une véritable horreur, à moins qu’elles ne soient un progrès bien certain et bien évidemment riche en résultats utiles. Il est, par excellence, l’homme de la tradition, de l’habitude, de la règle et du devoir. ».
En tant qu'inspecteur des monuments historiques du Rhône, il prend position en 1846 contre les excès de restauration de la primatiale Saint-Jean de Lyon par Tony Desjardins : il dénonce l'engouement excessif pour l'architecture médiévale de ceux qui « poussent jusqu'au fanatisme et à la superstition, jusqu'au délire l'amour effréné du gothique ». Impressionné par les vitraux de la Cathédrale Saint-Étienne de Metz, il donne à l'édifice le surnom de "Lanterne du Bon Dieu" qui lui est resté.
Il devient membre correspondant de l'Académie de Savoie en 1855.

## Distinctions
- Chevalier de l'ordre d'Isabelle la Catholique
- Chevalier de l'ordre de Saint-Sylvestre

En 1829, Joseph Bard est fait chevalier de l'ordre d'Isabelle la Catholique ; en 1850, chevalier de l'ordre de la Couronne de chêne et enfin, en 1853, chevalier de l'ordre de Saint-Sylvestre.

## Œuvres
- Joseph Bard, La Vénus d'Arles, lecture du matin, A. Cherbuliez, 1834
- Joseph Bard, Statistique générale des basiliques et du culte dans la ville de Lyon : précédée d'instructions sur l'archéologie sacrée dans la province ecclésiastique de cette métropole et dans une partie de celle de Besançon ; et suivie d'études sur divers types et sous types d'architecture burgundo-lyonnaise, Lyon, Revue du Lyonnais, 1842, 340 p. (OCLC 25572960, lire en ligne)
- Joseph Bard, Manuel général d'Archéologie sacrée burgondo-lyonnaise, Lyon, Guyot Père et Fils, 1844, 424 p. (OCLC 654937043, lire en ligne)
- Joseph Bard, Journal d'un pèlerin, t. 1er, Paysages, monuments, récits, Rome-Lyon, 1845, 328 p. (lire en ligne)
- Joseph Bard, Journal d'un pèlerin, t. 2e, Itinéraire ecclésiastique et artistique de Lyon à Rome, Rome-Lyon, 1845 (lire en ligne)
- Joseph Bard, Derniers mélanges de littérature et d'archéologie sacrée, Lyon, Chambet, 1847, 548 p. (OCLC 867627389, lire en ligne)
- Joseph Bard, Itinéraire de Dijon à Lyon, en suivant la Côte-d'Or et la Saône, Lyon, 1850
- Joseph Brard, Une semaine à Londres pendant l'exposition de 1851, Paris, Borrani & Droz,1851
- Joseph Bard, Turin, Gênes, Florence, Rome en 1854, Vienne, Timon Frères, 1854
- Joseph Bard, La Camargue et les Saintes-Maries-de-la-Mer, Vienne, Timon Frères, 1857
- Joseph Bard, Essai d'un Plutarque militaire de la Bourgogne, Dijon, 1858
- Joseph Bard, Histoire de l'annexion de la Savoie, Lyon, A. Brun, 1860